# Relations entre l'Azerbaïdjan et Djibouti
Les relations entre l'Azerbaïdjan et Djibouti font référence aux relations actuelles et historiques entre l'Azerbaïdjan et Djibouti. Aucun des deux pays n’a d’ambassadeur résident. Les deux pays sont membres du Mouvement des pays non alignés. 

## Histoire
Les relations diplomatiques entre l'Azerbaïdjan et Djibouti ont été établies le 22 octobre 1996. Les relations entre les deux pays se sont encore renforcées après 2016. La république de Djibouti respecte pleinement la souveraineté et l'intégrité territoriale de la république d'Azerbaïdjan, internationalement reconnues. En 2017, une délégation parlementaire présidée par le président du parlement djiboutien s'est rendue en Azerbaïdjan pour participer au forum international sur le dialogue interculturel.

## Liens interparlementaires
Le 14 avril 2017, le Parlement de la république d'Azerbaïdjan a adopté une décision concernant la création d'un groupe de travail sur les relations interparlementaires entre l'Azerbaïdjan et Djibouti. Vussal Husseynov - membre du Parlement azerbaïdjanais est le président du groupe de travail.
Le 3 mai 2017, le président du parlement azerbaïdjanais, Ogtay Assadov, a reçu la délégation conduite par le président de l'Assemblée nationale de la république de Djibouti, Mohamed Ali Houmed.

## Partenariat dans l'action humanitaire
Le 10 avril 2017, un avion transportant de l'aide humanitaire a été envoyé de Bakou à Djibouti. L'aide humanitaire a été envoyée par le ministère des Situations d'urgence, sur l'ordre du président de la république d'Azerbaïdjan. L'aide comprenait de l'eau de boisson, du sucre, du thé, de l'huile de tournesol, de l'huile de maïs, de la farine, des macaronis, des vermicelles, etc.

## Reconnaissance du massacre de Khodjaly
En janvier 2017, l'Assemblée nationale de la république de Djibouti a adopté une résolution reconnaissant le massacre de Khodjaly comme un acte de génocide et de crime contre l'humanité. La résolution aborde également l'occupation des territoires azerbaïdjanais par l'Arménie.